# La cattiva fama del figlio della Luna
La cattiva fama del figlio della Luna è un mito Fon (Benin) che vuole spiegare come ebbe origine il mondo, quali funzioni siano assegnate agli astri e quale sia il ruolo degli agenti atmosferici. Quindi si tratta di una storia sacra trasmessa per via orale utile anche per rinsaldare e unificare la comunità. Il mito ha la funzione primaria di descrivere come andarono i fatti all'origine della vita, quando da un caos primordiale si diffuse la vita degli esseri viventi.

## Trama
Il mito narra la storia del complicato rapporto tra la madre Luna Mawu e il figlio Legba.
Inizialmente Legba si comportava bene e compiva ottimi gesti, ma la gente andava a ringraziare sempre Mawu, mentre quando accadevano brutte cose la gente se la prendeva con Legba. Questo fatto indispettì il figlio della Luna, che architettò un tiro mancino alla propria madre riuscendo nell'impresa di farla passare agli occhi della gente per una ladra. Mawu si sentì umiliata ed abbandonò la Terra salendo in cielo anche se a pochi metri di distanza, da dove poteva controllare e rimproverare Legba. Ancora una volta il figlio tramò un brutto scherzo alla madre che salì definitivamente in alto portandosi dietro anche il cielo.